# 천천로
천천로(Cheoncheon-ro) 수원시 장안구 정자동 한마루사거리 에서 장안구 파장동 안죽골삼거리 를 잇는 도로이다.

## 주요 경유지
경기도
- 수원시 장안구 (정자동 . 파장동)

## 노선
| 이름               | 접속 노선                    | 소재지 | 소재지 | 소재지 | 비고 |
| ------------------ | ---------------------------- | ------ | ------ | ------ | ---- |
| 한마루사거리       | 정자천로                     | 수원시 | 장안구 | 정자동 |      |
| 효천초등학교사거리 | 천천로21번길 천천로22번길    | 수원시 | 장안구 | 천천동 |      |
| 청솔마을사거리     | 만석로                       | 수원시 | 장안구 | 천천동 |      |
| 동남보건대사거리   | 덕영대로535번길 천천로74번길 | 수원시 | 장안구 | 천천동 |      |
| 천천초등학교사거리 | 정자로                       | 수원시 | 장안구 | 천천동 |      |
| 선화사거리         | 하률로                       | 수원시 | 장안구 | 천천동 |      |
| 오리뜰삼거리       | 상률로                       | 수원시 | 장안구 | 천천동 |      |
| 안죽골삼거리       | 서부로                       | 수원시 | 장안구 | 천천동 |      |

## 주요 시설및 건물
- 수원우체국 (천천로 94/천천동 517)
- 롯데시네마 북수원 (천천로 100/천천동 516)
- GS25 북수원시네마점 (천천로 100/천천동 516)
- 현대자동차 북수원지점 (천천로 106/천천동 515)
- 한국법무보호복지공단 경기지부 (천천로 126/천천동 483)